# Knight Rider (2008)
Knight Rider är en TV-serie som fortsätter 25 år efter Knight Rider från 1982. Huvudrollen Mike Tracer spelas av Justin Bruening. Det har också visats ett pilotavsnitt av Knight Rider, vilken avgjorde om serien var värdig att visas, det vill säga hade tillräckligt många intresserade tittare. Det visade sig att det fanns fler intresserade tittare, och serien visades även i Sverige i TV6.

## Skådespelare
- Justin Bruening - Mike Tracer, KITT:s förare
- Deanna Russo - Sarah Graiman, Charles Graimans dotter
- Val Kilmer - röst till KITT
- Paul Campbell - Billy Morgan, datorgeni och tekniker i 'The KITTcave'
- Smith Cho - Zoe Chae, datorgeni och tekniker i 'The KITTcave'

Efter ungefär halva första säsongen ändrades storyn och vissa karaktärer försvann, bl.a.:
- Bruce Davidsson - Charles Graiman, skaparen av KITT
- Sydney Tamiia Poitier - FBI Agent Carrie Rivai
- Yancey Arias - FBI Agent Alex Torres

### Fotnoter
1. ↑  TV reviews: 'Knight Rider,' 'Gary Unmarried' (på engelska), San Francisco Chronicle, 24 september 2008, läs online.[källa från Wikidata]